# Хапоэль Бней Ашдод
«Хапоэль Бней Ашдод» — израильский футбольный клуб из города Ашдод. Выступает в Лиге Гимель.

## История
В 1998 году «Хапоэль Ашдод» и конкурирующий клуб «Маккаби Ирони Ашдод» находились в долгах и находились в упадке, и чтобы спасти оба футбольных клуба, они были объединены в ФК «Ашдод». Однако бывшие сторонники «Хапоэля Ашдода» были недовольны слиянием и создали новый клуб «Хапоэль Намаль Ашдод». Новый клуб распался в 2004 году из-за финансовых трудностей.
В 2015 году были выдвинуты две отдельные инициативы по восстановлению «Хапоэля Ашдода»: одну возглавлял бывший председатель «Хапоэль Ашдод» и «Хапоэль Намаль Ашдод» Яаков Шитрит, а другую возглавляла группа фанатов под названием «Красные 1957». Группа Шитрита была связана с организацией «Хапоэль» и была зарегистрирована в ИФА как «Хапоэль Бней Ашдод».
18 сентября 2015 года клуб провел свой первый официальный матч, победив «Беэр-Шева Хаим Леви» со счетом 3–2 в первом раунде Кубка Израиля.

## Достижения
Кубок Лиги Гимель:

 Сезон: 2017/2018